# 竹宮惠子
竹宮惠子（日语：／ Takemiya Keito，1950年2月13日—），是日本德島縣德島市出身的女性漫畫家，24年組之一。目前居住於神奈川縣鎌倉市。

## 來歷
1950年2月13日出生於日本德島縣德島市，有一個妹妹。從五歲開始就開始畫漫畫。在租書店看石之森章太郎與小島剛夕的漫畫長大。在小學一年級的繪圖日記中已經會畫立體的鋼琴。
中學時代開始認真的學習，在1965年時，看到石之森章太郎的《漫畫家入門》（マンガ家入門）以及《龍神沼》而大受震驚，之後對於石之森所出的作品都詳加研究。甚至寫信給石之森，希望請他「介紹一起畫漫畫的朋友」。
出道早期名字表記，1980年的时候改為。

## 年譜
- 1950年：出生於德島縣德島市。
- 1965年：就讀德島縣立城東高等學校。
- 1967年：以得到《COM》的月例新人賞（佳作入選）。
- 1968年：1月以在《Margaret》得到新人賞佳作入選，並以得到月例新人賞受賞。4月進入德島大學教育學部（現鳴門教育大學）美術系。
- 1970年：5月辦理退學，到東京發展，與萩尾望都住在一起。
- 1978年：以《奔向地球》拿下第9回星雲獎漫畫部門大獎。
- 1980年：《風與木之詩》以及《奔向地球》拿下第25回小學館漫畫賞。其中《奔向地球》的動畫電影上映。
- 1988年：角川書店出版的《竹宮惠子全集》（全44冊）發行。
- 2000年：就任京都精華大學漫畫學院教授。
- 2007年：《奔向地球》電視動畫化。
- 2008年：接任京都精華大學漫畫學院院長。[4]
- 2009年：接任手塚治虫文化獎評選委員。[5][6]
- 2013年：獲選京都精華大學校長，預定2014年4月上任，任期四年。[7]
- 2014年：獲頒紫綬褒章。[8]

## 著作

### 漫畫
- 1967年
  - （《COM》7月号）
  - 弟（《COM》12月号）
- 1968年
  - （週刊《瑪格麗特》正月號増刊）
  - （《COM》7月號）
- 1969年
  - （《Nakayoshi》1月號増刊）
  - （《Nakayoshi》3月號）
  - （5－10月號）
  - （11月14日號）
  - （11月28日、12月12日、12月26日號）
- 1970年

### 其他
- 千夜一夜物語（1977年，替所寫的書）
- （1977年，3號）
- （1977年，6號）
- （1977年，8號）
- SHONENTAI（1986年，少年隊迷你專輯《WONDERLAND》所寫的書）
- 吾妻鏡
  - 吾妻鏡 上（1994年，中央公論社）
  - 吾妻鏡 中（1995年，中央公論社）
  - 吾妻鏡 下（1996年，中央公論社）
- 愛馬仕之道（1997年，中央公論社）
- 竹宮惠子的漫畫教室（2001年，筑摩書房）

## 作品改編

### 電影
- 奔向地球（1980年，東映動畫）
- （1981年）

### 電視
- （1982年，日本電視台）
- 奔向地球（2007年，每日放送）

### OVA
- 風與木之詩 （1987年，波麗佳音）

## 助手
- 村田順子
- 花郁悠紀子
- 佐藤史生